# Graham Alexander
Graham Robert Alexander (Coventry, 10 ottobre 1971) è un allenatore di calcio ed ex calciatore scozzese, di ruolo difensore, tecnico del Bradford City.

## Caratteristiche tecniche
Era un terzino destro che poteva giocare anche come mediano.

## Carriera
Fa parte della ristretta cerchia dei calciatori con almeno 1000 presenze in carriera.

## Statistiche

### Presenze e reti nei club
| Stagione                 | Squadra                  | Campionato               | Campionato | Campionato | Coppe nazionali | Coppe nazionali | Coppe nazionali | Coppe continentali | Coppe continentali | Coppe continentali | Altre coppe | Altre coppe | Altre coppe | Totale | Totale |
| Stagione                 | Squadra                  | Comp                     | Pres       | Reti       | Comp            | Pres            | Reti            | Comp               | Pres               | Reti               | Comp        | Pres        | Reti        | Pres   | Reti   |
| ------------------------ | ------------------------ | ------------------------ | ---------- | ---------- | --------------- | --------------- | --------------- | ------------------ | ------------------ | ------------------ | ----------- | ----------- | ----------- | ------ | ------ |
| 1990-1991                | Scunthorpe United        | FoD                      | 1          | 0          | FACup+CdL       | 0+0             | 0+0             | -                  | -                  | -                  | FLT         | 2           | 0           | 3      | 0      |
| 1991-1992                | Scunthorpe United        | FoD                      | 36+2       | 5+0        | FACup+CdL       | 2+4             | 0+1             | -                  | -                  | -                  | FLT         | 3           | 1           | 47     | 7      |
| 1992-1993                | Scunthorpe United        | TD                       | 41         | 5          | FACup+CdL       | 2+4             | 0+1             | -                  | -                  | -                  | FLT         | 4           | 1           | 51     | 7      |
| 1993-1994                | Scunthorpe United        | TD                       | 41         | 4          | FACup+CdL       | 4+2             | 0+0             | -                  | -                  | -                  | FLT         | 4           | 0           | 51     | 4      |
| 1994-1995                | Scunthorpe United        | TD                       | 40         | 4          | FACup+CdL       | 4+2             | 1+0             | -                  | -                  | -                  | FLT         | 2           | 1           | 48     | 6      |
| Totale Scunthorpe United | Totale Scunthorpe United | Totale Scunthorpe United | 159+2      | 18+0       |                 | 12+12           | 1+2             |                    | -                  | -                  |             | 15          | 3           | 200    | 24     |
| 1995-1996                | Luton Town               | FD                       | 37         | 1          | FACup+CdL       | 1+2             | 0+0             | -                  | -                  | -                  | cAI         | 2           | 0           | 42     | 1      |
| 1996-1997                | Luton Town               | SD                       | 45+2       | 2+0        | FACup+CdL       | 4+6             | 0+0             | -                  | -                  | -                  | FLT         | 2           | 0           | 59     | 2      |
| 1997-1998                | Luton Town               | SD                       | 39         | 8          | FACup+CdL       | 1+2             | 0+0             | -                  | -                  | -                  | FLT         | 2           | 0           | 44     | 8      |
| 1998-1999                | Luton Town               | SD                       | 29         | 4          | FACup+CdL       | 2+7             | 0+2             | -                  | -                  | -                  | FLT         | -           | -           | 38     | 6      |
| Totale Luton Town        | Totale Luton Town        | Totale Luton Town        | 150+2      | 15+0       |                 | 8+17            | 0+2             |                    | -                  | -                  |             | 6           | 0           | 183    | 17     |
| 1998-1999                | Preston North End        | SD                       | 10+2       | 0+0        | FACup+CdL       | -               | -               | -                  | -                  | -                  |             | -           | -           | 12     | 0      |
| 1999-2000                | Preston North End        | SD                       | 46         | 6          | FACup+CdL       | 6+5             | 3+1             |                    | -                  | -                  | FLT         | 1           | 0           | 58     | 10     |
| 2000-2001                | Preston North End        | FD                       | 34+3       | 5+0        | FACup+CdL       | 0+4             | 0+2             | -                  | -                  | -                  |             | -           | -           | 41     | 7      |
| 2001-2002                | Preston North End        | FD                       | 45         | 6          | FACup+CdL       | 3+2             | 1+0             | -                  | -                  | -                  |             | -           | -           | 50     | 7      |
| 2002-2003                | Preston North End        | FD                       | 45         | 11         | FACup+CdL       | 1+4             | 0+1             | -                  | -                  | -                  |             | -           | -           | 50     | 12     |
| 2003-2004                | Preston North End        | FD                       | 45         | 9          | FACup+CdL       | 3+1             | 0+0             | -                  | -                  | -                  |             | -           | -           | 49     | 9      |
| 2004-2005                | Preston North End        | FLC                      | 42+1       | 7+0        | FACup+CdL       | 1+3             | 0+1             | -                  | -                  | -                  |             | -           | -           | 47     | 8      |
| 2005-2006                | Preston North End        | FLC                      | 40+2       | 3+0        | FACup+CdL       | 2+1             | 1+1             | -                  | -                  | -                  |             | -           | -           | 45     | 5      |
| 2006-2007                | Preston North End        | FLC                      | 42         | 6          | FACup+CdL       | 3+0             | 0+0             | -                  | -                  | -                  |             | -           | -           | 45     | 6      |
| 2007-2008                | Preston North End        | FLC                      | 3          | 0          | FACup+CdL       | -               | -               | -                  | -                  | -                  |             | -           | -           | 3      | 0      |
| 2007-2008                | Burnley                  | FLC                      | 43         | 1          | FACup+CdL       | 1+1             | 0+0             | -                  | -                  | -                  |             | -           | -           | 45     | 1      |
| 2008-2009                | Burnley                  | FLC                      | 46+3       | 9+1        | FACup+CdL       | 5+7             | 1+0             | -                  | -                  | -                  |             | -           | -           | 61     | 11     |
| 2009-2010                | Burnley                  | PL                       | 33         | 7          | FACup+CdL       | 2+0             | 1+0             | -                  | -                  | -                  |             | -           | -           | 35     | 8      |
| 2010-2011                | Burnley                  | FLC                      | 32         | 3          | FACup+CdL       | 2+2             | 1+0             | -                  | -                  | -                  |             | -           | -           | 36     | 4      |
| Totale Burnley           | Totale Burnley           | Totale Burnley           | 154+3      | 20+1       |                 | 10+10           | 3+0             |                    | -                  | -                  |             | -           | -           | 177    | 24     |
| 2011-2012                | Preston North End        | FLO                      | 18         | 2          | FACup+CdL       | 0+1             | 0+0             | -                  | -                  | -                  | FLT         | 2           | 0           | 21     | 2      |
| Totale Preston North End | Totale Preston North End | Totale Preston North End | 370+8      | 55+0       |                 | 19+21           | 5+6             |                    | -                  | -                  |             | 3           | 0           | 421    | 66     |
| Totale carriera          | Totale carriera          | Totale carriera          | 833+15     | 108+1      |                 | 49+60           | 9+10            |                    | -                  | -                  |             | 24          | 3           | 981    | 131    |

### Cronologia presenze e reti in nazionale
| Cronologia completa delle presenze e delle reti in nazionale ― Scozia | Cronologia completa delle presenze e delle reti in nazionale ― Scozia | Cronologia completa delle presenze e delle reti in nazionale ― Scozia | Cronologia completa delle presenze e delle reti in nazionale ― Scozia | Cronologia completa delle presenze e delle reti in nazionale ― Scozia | Cronologia completa delle presenze e delle reti in nazionale ― Scozia | Cronologia completa delle presenze e delle reti in nazionale ― Scozia | Cronologia completa delle presenze e delle reti in nazionale ― Scozia |
| Data                                                                  | Città                                                                 | In casa                                                               | Risultato                                                             | Ospiti                                                                | Competizione                                                          | Reti                                                                  | Note                                                                  |
| --------------------------------------------------------------------- | --------------------------------------------------------------------- | --------------------------------------------------------------------- | --------------------------------------------------------------------- | --------------------------------------------------------------------- | --------------------------------------------------------------------- | --------------------------------------------------------------------- | --------------------------------------------------------------------- |
| 17-4-2002                                                             | Aberdeen                                                              | Scozia                                                                | 2 – 2                                                                 | Nigeria                                                               | Amichevole                                                            | -                                                                     | 46’                                                                   |
| 16-5-2002                                                             | Pusan                                                                 | Corea del Sud                                                         | 4 – 1                                                                 | Scozia                                                                | Amichevole                                                            | -                                                                     | 62’                                                                   |
| 20-5-2002                                                             | Hong Kong                                                             | Sudafrica                                                             | 2 – 0                                                                 | Scozia                                                                | HKSAR Reunification Cup                                               | -                                                                     | 68’                                                                   |
| 23-5-2002                                                             | Hong Kong                                                             | Hong Kong                                                             | 0 – 4                                                                 | Scozia                                                                | HKSAR Reunification Cup                                               | -                                                                     | 88’                                                                   |
| 21-8-2002                                                             | Glasgow                                                               | Scozia                                                                | 0 – 1                                                                 | Danimarca                                                             | Amichevole                                                            | -                                                                     | 71’                                                                   |
| 7-9-2002                                                              | Toftir                                                                | Fær Øer                                                               | 2 – 2                                                                 | Scozia                                                                | Qual. Euro 2004                                                       | -                                                                     | 75’                                                                   |
| 15-10-2002                                                            | Edimburgo                                                             | Scozia                                                                | 3 – 1                                                                 | Canada                                                                | Amichevole                                                            | -                                                                     |                                                                       |
| 20-11-2002                                                            | Braga                                                                 | Portogallo                                                            | 2 – 0                                                                 | Scozia                                                                | Amichevole                                                            | -                                                                     |                                                                       |
| 12-2-2003                                                             | Glasgow                                                               | Scozia                                                                | 0 – 2                                                                 | Irlanda                                                               | Amichevole                                                            | -                                                                     |                                                                       |
| 29-3-2003                                                             | Glasgow                                                               | Scozia                                                                | 2 – 1                                                                 | Islanda                                                               | Qual. Euro 2004                                                       | -                                                                     |                                                                       |
| 2-4-2003                                                              | Kaunas                                                                | Lituania                                                              | 1 – 0                                                                 | Scozia                                                                | Qual. Euro 2004                                                       | -                                                                     |                                                                       |
| 27-5-2003                                                             | Edimburgo                                                             | Scozia                                                                | 1 – 1                                                                 | Nuova Zelanda                                                         | Amichevole                                                            | -                                                                     | 46’                                                                   |
| 11-10-2003                                                            | Glasgow                                                               | Scozia                                                                | 1 – 0                                                                 | Lituania                                                              | Qual. Euro 2004                                                       | -                                                                     | 89’                                                                   |
| 31-3-2004                                                             | Glasgow                                                               | Scozia                                                                | 1 – 2                                                                 | Romania                                                               | Amichevole                                                            | -                                                                     |                                                                       |
| 4-6-2005                                                              | Glasgow                                                               | Scozia                                                                | 2 – 0                                                                 | Moldavia                                                              | Qual. Mondiali 2006                                                   | -                                                                     |                                                                       |
| 8-6-2005                                                              | Minsk                                                                 | Bielorussia                                                           | 0 – 0                                                                 | Scozia                                                                | Qual. Mondiali 2006                                                   | -                                                                     |                                                                       |
| 17-8-2005                                                             | Graz                                                                  | Austria                                                               | 2 – 2                                                                 | Scozia                                                                | Amichevole                                                            | -                                                                     |                                                                       |
| 3-9-2005                                                              | Glasgow                                                               | Scozia                                                                | 1 – 1                                                                 | Italia                                                                | Qual. Mondiali 2006                                                   | -                                                                     |                                                                       |
| 7-9-2005                                                              | Oslo                                                                  | Norvegia                                                              | 1 – 2                                                                 | Scozia                                                                | Qual. Mondiali 2006                                                   | -                                                                     |                                                                       |
| 8-10-2005                                                             | Glasgow                                                               | Scozia                                                                | 0 – 1                                                                 | Bielorussia                                                           | Qual. Mondiali 2006                                                   | -                                                                     |                                                                       |
| 12-10-2005                                                            | Celje                                                                 | Slovenia                                                              | 0 – 3                                                                 | Scozia                                                                | Qual. Mondiali 2006                                                   | -                                                                     |                                                                       |
| 12-11-2005                                                            | Glasgow                                                               | Scozia                                                                | 1 – 1                                                                 | Stati Uniti                                                           | Amichevole                                                            | -                                                                     |                                                                       |
| 1-3-2006                                                              | Glasgow                                                               | Scozia                                                                | 1 – 3                                                                 | Svizzera                                                              | Amichevole                                                            | -                                                                     |                                                                       |
| 6-9-2006                                                              | Kaunas                                                                | Lituania                                                              | 1 – 2                                                                 | Scozia                                                                | Qual. Euro 2008                                                       | -                                                                     | 22’                                                                   |
| 7-10-2006                                                             | Glasgow                                                               | Scozia                                                                | 1 – 0                                                                 | Francia                                                               | Qual. Euro 2008                                                       | -                                                                     |                                                                       |
| 11-10-2006                                                            | Kiev                                                                  | Ucraina                                                               | 2 – 0                                                                 | Scozia                                                                | Qual. Euro 2008                                                       | -                                                                     |                                                                       |
| 24-3-2007                                                             | Glasgow                                                               | Scozia                                                                | 2 – 1                                                                 | Georgia                                                               | Qual. Euro 2008                                                       | -                                                                     |                                                                       |
| 28-3-2007                                                             | Bari                                                                  | Italia                                                                | 2 – 0                                                                 | Scozia                                                                | Qual. Euro 2008                                                       | -                                                                     |                                                                       |
| 30-5-2007                                                             | Vienna                                                                | Austria                                                               | 0 – 1                                                                 | Scozia                                                                | Amichevole                                                            | -                                                                     | 70’                                                                   |
| 6-6-2007                                                              | Toftir                                                                | Fær Øer                                                               | 0 – 2                                                                 | Scozia                                                                | Qual. Euro 2008                                                       | -                                                                     |                                                                       |
| 12-9-2007                                                             | Parigi                                                                | Francia                                                               | 0 – 1                                                                 | Scozia                                                                | Qual. Euro 2008                                                       | -                                                                     |                                                                       |
| 17-10-2007                                                            | Tbilisi                                                               | Georgia                                                               | 2 – 0                                                                 | Scozia                                                                | Qual. Euro 2008                                                       | -                                                                     |                                                                       |
| 26-3-2008                                                             | Glasgow                                                               | Scozia                                                                | 1 – 1                                                                 | Croazia                                                               | Amichevole                                                            | -                                                                     | 90’                                                                   |
| 20-8-2008                                                             | Glasgow                                                               | Scozia                                                                | 0 – 0                                                                 | Irlanda del Nord                                                      | Amichevole                                                            | -                                                                     |                                                                       |
| 6-9-2008                                                              | Skopje                                                                | Macedonia                                                             | 1 – 0                                                                 | Scozia                                                                | Qual. Mondiali 2010                                                   | -                                                                     |                                                                       |
| 10-9-2008                                                             | Reykjavík                                                             | Islanda                                                               | 1 – 2                                                                 | Scozia                                                                | Qual. Mondiali 2010                                                   | -                                                                     | 78’                                                                   |
| 19-11-2008                                                            | Glasgow                                                               | Scozia                                                                | 0 – 1                                                                 | Argentina                                                             | Amichevole                                                            | -                                                                     | 83’                                                                   |
| 28-3-2009                                                             | Amsterdam                                                             | Paesi Bassi                                                           | 3 – 0                                                                 | Scozia                                                                | Qual. Mondiali 2010                                                   | -                                                                     | 73’                                                                   |
| 12-8-2009                                                             | Oslo                                                                  | Norvegia                                                              | 0 – 0                                                                 | Scozia                                                                | Qual. Mondiali 2010                                                   | -                                                                     |                                                                       |
| 5-9-2009                                                              | Glasgow                                                               | Scozia                                                                | 2 – 0                                                                 | Macedonia                                                             | Qual. Mondiali 2010                                                   | -                                                                     |                                                                       |
| Totale                                                                |                                                                       | Presenze                                                              | 40                                                                    |                                                                       | Reti                                                                  | 0                                                                     |                                                                       |

## Palmarès
- Seconda divisione inglese: 1

Preston North End: 1999-2000